# Christopher Wickham
Chris Wikcham o Christopher John Wickham (18 de mayo de 1950) es profesor de Historia medieval en la University of Oxford y miembro del All Souls College.

## Biografía
Wickham fue educado en Millfield y en el Keble College, Oxford, donde obtuvo el Bachelor of Arts y en 1975 el grado de Doctor con la tesis titulada Economy and society in 8th century northern Tuscany.
Ha permanecido durante treinta años en la Universidad de Birmingham, desde 1977 a 1993 como profesor titular y lector, y desde 1993 a 2005 como profesor de Historia Medieval. En 2005 fue nombrado Catedrático de Historia Medieval en la Cátedra Chicheley (en honor a Henry Chicheley) en la Universidad de Oxford y miembro de la All Souls College. 
En 1998 fue elegido Miembro de la Academia Británica. 
Es miembro tanto del Partido Laborista como de los Demócratas de Izquierda. 
Está casado con la historiadora medievalista Leslie Brubaker.

## Investigación
Su principal campo de investigación es la Italia medieval -y, más concretamente, la zona de la Toscana y el centro de Italia- desde el final del imperio romano hasta alrededor de 1300. Su interés se centra en los aspectos económicos y sociales, aunque también estudia los aspectos legislativo y políticos. En líneas generales Wickham investiga, bajo una perspectiva marxista, en los cambios de la sociedad europea desde finales de la Antigüedad y la Alta Edad Media. Sus trabajados han sido pioneros en el análisis comparativo socioeconómico de ese período. 

### Una historia nueva de la Alta Edad Media
Su obra publicada en 2005 Framing the Early Middle Ages: Europe and the Mediterranean 400–800 (traducido al español como Una historia nueva de la Alta Edad Media. Europa y el mundo mediterráneo, 400-800, publicada por Crítica en 2009), pretende ser la primera síntesis de los principios de la historia europea medieval realizada desde la década de 1920. Esta obra incorpora nuevos datos tanto de fuentes documentales como arqueológicas, es audaz en el uso de los métodos comparativos y en el rechazo de las narraciones. Se le han concedido varios premios, incluyendo el Premio Wolfson de Historia en 2005, el Deutscher Memorial Prize en 2006 y la Asociación de Historia Americana (American Historical Association) otorgó su premio James Henry Breasted en enero de 2007. Ese mismo año Marxist History Writing for the Twenty-First Century, un libro que recoge diferentes discusiones académicas sobre la historiografía marxista.

### El Legado de Roma
En 2009 se publica The Inheritance Of Rome: A History of Europe from 400 to 1000, obra en la Wickham rechaza la idea tradicional de decadencia del Imperio romano y considera que no se produjo una desaparición sino una fusión con los considerados pueblos bárbaros así como la supervivencia de su herencia tanto en el Mediterráneo oriental de Bizancio como en el califato abasí o califato de Bagdad.

## Obra publicada

### Libros de Chris Wickham
En la siguiente lista se muestran los libros publicados por Chris Wickham a lo largo de su carrera. Las obras que hayan sido traducidas al español se mostrarán en la edición española. Todas las obras se mostrarán con la fecha de su primera edición.
- 1975 - Economy and society in 8th century northern Tuscany
- 1981 - Early medieval Italy : central power and local society, 400-1000, London, -Milán 1982-
- 1982 - Studi sulla società degli Appennini nell alto medioevo, Bologna
- 1988 - The mountains and the city: the Tuscan Apennines in the early Middle Ages, Oxford, -Turín, 1997-
- 1990 - City and countryside in Late Medieval and Renaissance Italy: essays presented to Philip Jones edited by Trevor Dean and Chris Wickham
- Land and power in Early Medieval Europe: studies in Italian and European social history, 400-1200. Londres: British School at Rome. 1994. ISBN 978-0904152258.
- 1995 - Comunità e clientele nella Toscana del XII secoloolo, Community and clientele in twelfth-century Tuscany : the origins of the rural commune in the plain of Lucca, Oxford, 1998, Communautés et clientèles, Rennes, 2001
- Chris Wickham, Henry Kamen, Elena Hernández y otros (1995). Las crisis en la historia. Salamanca: Ediciones Universidad de Salamanca. ISBN 978-8474818154.
- 1998 - Dispute ecclesiastiche e comunità laiche. Il caso di Figline Valdarno (XII secolo), Florence
- 2000 - Legge, pratiche e conflitti. La risoluzione delle dispute nella Toscana del XII secolo, Rome. Courts and conflict in twelfth-century Tuscany, Oxford, 2003
- Chris Wickham y James Fentress. Memoria Social. Madrid: Universitat de València. 2003. ISBN 978-8437620831.
- Una Historia nueva de la Alta Edad Media: Europa y el mundo mediterráneo, 400-800. Barcelona: Crítica. 2008 [2005]. ISBN 978-8474236149.
- 2007 - Marxist History-Writing for the Twenty-First Century (editor)
- El legado de Roma: una historia de Europa de 400 a 1000. Barcelona: Pasado y Presente. 2013 [2009]. ISBN 978-8494289019.
- 2014 - Medieval Rome
- 2015 - Sleepwalking into a New World: The Emergence Italian City Communes in the Twelfth Century
- 2017- Europa en la Edad Media, una nueva interpretación. Barcelona: Crítica. 2017. ISBN 978-8417067007

### Artículos principales de Chris Wickham
- 1989 - Comprender lo cotidiano: antropología social e historia social, Historia Social, ISSN 0214-2570, N.º 3, 1989, pags. 115-128
- 1989 - La otra transición: del mundo antiguo al feudalismo, Studia histórica. Historia medieval, ISSN 0213-2060, N.º 7, 1989 , pags. 7-36
- 1991 - Materialismo histórico, sociología histórica, Zona abierta, ISSN 0210-2692, N.º 57-58, 1991 -Ejemplar 'El debate en la sociología histórica británica-, pags. 217-242
- 1997 - Derecho Romano y práctica legal en las comunas urbanas italianas del siglo XII, Hispania: Revista española de historia, ISSN 0018-2141, Vol. 57, N.º 197, 1997 , pags. 981-1007
- 2001 - 'Un pas vers le moyen âge' in Les campagnes de la Gaule à la fin de l'Antiquité (ed. P. Ouzoulias et al.), (Antibes) pp. 555-67
- 2001 - 'Medieval studies and the British School at Rome', Papers of the British School at Rome. Vol lxix pp. 35-48
- 2001 - 'Paludi e miniere nella Maremma toscana, XI-XIII secoli' in Castrum 7 (ed. J.-M. Martin), (Rome) pp. 451-66
- (with E. Fentress), 'La valle dell'Albegna fra i secoli VII e XIV' in Siena e Maremma nel Medioevo (ed. M. Ascheri), (Sienna) pp. 59-82
- 2001 - 'Rural economy and society' in Italy in the early Middle Ages (ed. C. La Rocca), (Oxford) pp. 118-43
- 2001 - 'Society' in The Early Middle Ages (ed. R. McKitterick), (Oxford) pp. 59-94
- 2001 - 'Una valutazione sull'archeologia medievale italiana', Quaderni storici. Vol cvi pp. 295-301
- 2001 - 'Comunidades rurales y señorío débil: el caso del norte de Italia, 1050-1250' in Comunidades locales y poderes feudales en la Edad media (ed. I. Álvarez), (Logroño) pp. 395-415
- 2003 - La caída de Roma no tendrá lugar, La Edad Media a debate, 2003, ISBN 84-460-1288-X , pags. 80-101
- 2003 - La singularidad del Este, Anales de historia antigua, medieval y moderna, ISSN 1514-9927, N.º 35-36, 2003 , pags. 185-218
- 2004 - The Mediterranean around 800: on the brink of the second trade cycle, Dumbarton oaks papers, ISSN 0070-7546, n.º 58, 2004 , pags. 161-174
- 2004 - Sobre la mutación socioeconómica de larga duración en Occidente durante los siglos V-VIII, Studia historica. Historia medieval, ISSN 0213-2060, N.º 22, 2004 , pags. 17-32
- 2016 -  Europa en la Edad Media: Una nueva interpretación